# Медяна (река)
Медяна — река в Нижегородской области России. Левый приток Суры.
Образуется слиянием рек Малая Медяна и Большая Медяна. Течёт на северо-восток. Устье реки находится в 146 км по левому берегу реки Суры. Длина реки составляет 59 км (от истока Большой Медяны — 83 км). Площадь водосборного бассейна составляет 1020 км².
Протекает в Пильнинском, Краснооктябрьском и Сеченовском районах Нижегородской области. Исток расположен у н.п. Салганы Краснооктябрьского района, впадает в Суру у н.п. Бакшандино Пильнинского района. Протекает по густонаселённой лесостепной местности. В её бассейне расположено 38 озёр и прудов. Бассейн реки расположен на северных отрогах Приволжской возвышенности и представляет волнистую равнину, поверхность которой значительно расчленена овражно-балочной системой. Бассейн полностью открытый и занят сельхозугодьями. Долина трапецеидальная, склоны долины открытые, рассечены оврагами, балками. Пойма двухсторонняя шириной 50—150 м, кустарниково-луговая. Русло слабо извилистое, неразветвленное. Ширина поймы составляет 14—68 м (в среднем 30 м). Длина реки 83 км, площадь водосбора 1020 км². Ширина — до 4 м, глубина в среднем и нижнем течении — до 3 м, в верхнем — до 1 м. Скорость течения на большем протяжении реки 0,2—0,3 м/с. Грунты русла суглинистые, в заливах и участках с замедленным течением — заиленные. В прибрежье на всем протяжении реки наблюдаются обширные заросли макрофитов, представленных тростником, рогозом и, в меньшей мере, камышом. Зарастаемость 20 %, на отдельных участках — 50—60 %. Относится к восточно-европейскому типу рек с преимущественно снеговым питанием и преобладающим весенним стоком. Талые воды дают 60—80 % годового стока, подземное питание составляет 15—25 %; дождевое 5—25 %. Уровенный режим характеризуется четко выраженным высоким весенним половодьем, низкой летне-осенней меженью, прерываемой дождевыми паводками, и устойчивой продолжительной зимней меженью. Ледостав уста навливается во второй половине ноября, наибольшая толщина льда 0,3—0,6 м.

## Притоки
- 2,4 км: Малая Медяна (пр)
- Мочалейка (лв)
- 35 км: река без названия, у с. Новомочалей (лв)
- 47 км: Медянка (пр)
- 59 км: Большая Медяна (лв)
- 59 км: Малая Медяна (пр)

## Данные водного реестра
По данным государственного водного реестра России относится к Верхневолжскому бассейновому округу, водохозяйственный участок реки — Сура от устья реки Алатырь и до устья, речной подбассейн реки — Сура. Речной бассейн реки — (Верхняя) Волга до Куйбышевского водохранилища (без бассейна Оки).
Код объекта в государственном водном реестре — 08010500412110000039289.